# Стгавіравада
Стгавіравада (санскр. Sthaviravāda, дос. «вчення древніх») — одна з давніх буддійських шкіл та з двох течій, що виникла після великого розколу досектантського буддизму, інша — школа махасамґіки.
Палійський термін «тгеравада» є еквівалентом санскритського «стгавіравада», але течія, яку сьогодні називають «тхеравада-буддизмом», не є тотожною, це лише одна з гілок.

## Історія
Більшість джерел відносять походження стхавірів до Другого Буддійського Собору. Різні свідчення про Другий Собор неоднозначні й дещо суперечливі, але загальновизнано, що його результатом став перший поділ Санґги на стхавірів і махасамґіків, хоча не всі згодні з причиною цього поділу.
Згідно з Махавамсою, причиною цього поділу Санґги була незгода щодо п'яти теорій про аргантів, які нібито були висунуті Махадевою, що згодом створив махасанґіків. Ті, хто відкидав ці п'ять теорій, називали себе стхавіравадами, щоб відрізнити себе від махасанґіків. Однак у тексті Васумітри, написаному близько 100 року нашої ери й збереженому в китайському та тибетському перекладах, не згадується жодної особи, на ім'я Махадева. Натомість він подає список відомих імен людей, які приймали або відкидали п'ять теорій. Етьєн Ламотт (фр. Étienne Lamotte) також продемонстрував, що існування персонажа Махадева було пізньою і сектантською інтерполяцією.
Ендрю Скілтон (англ. Andrew Skilton) припустив, що проблеми, які виникають через суперечливі свідчення, вирішує «Шаріпутрапаріпрічча» Махасангіків, яка є найдавнішим свідченням про розкол. Згідно з цим оповіданням, собор був скликаний у Паталіпутрі з причин, пов'язаних з віная, і більшість (махасагга) відмовилася прийняти додавання стхавірами нових правил до віная. Таким чином, махасангіки вважали стхавірів сепаратистською групою, що намагається змінити первісну віная.
Вчені загалом погоджуються з тим, що суперечка справді точилася навколо віная, і зазначають, що розповідь махасамґіків підтверджується самими текстами віная, оскільки віная, пов'язана зі стхавірами, містить набагато більше правил (227), ніж віная махасангіків (152). Втім, це також може бути пов'язано з тим, що махасангіки могли скасовувати ці самі правила.